# Selección de fútbol sub-17 de Gambia
La Selección de fútbol sub-17 de Gambia, conocida también como la Selección infantil de fútbol de Gambia, es el equipo que representa al país en la Copa Mundial de Fútbol Sub-17 y en el Campeonato Africano Sub-17, y es controlada por la Federación de Fútbol de Gambia.

## Palmarés
- Campeonato Africano Sub-17: 2

 Campeón (2): 2005 y 2009

## Estadísticas

### Campeonato Africano Sub-17
- de 1995 a 2001 : No clasificó
- 2003 : Primera ronda
- 2005 :  Campeón
- 2007 : No clasificó
- 2009 :  Campeón
- 2011 : Primera ronda
- de 2013 a 2023 : No clasificó

### Mundial Sub-17
- de 1985 a 2003 : No clasificó
- 2005 : Primera ronda
- 2007 : No clasificó
- 2009 : Primera ronda
- de 2011 a 2019 : No clasificó
- 2023 : No clasificó

## Jugadores destacados
- Ebrima Sohna
- Alieu Drammeh Alieu Drammeh Alieu Drammeh Fc
- Abdoulie Mansally
- Pa Modou Jagne
- Sainey Nyassi
- Tijan Jaiteh
- Sanna Nyassi
- Ousman Jallow
- Malick Camara